# Zeta2 Muscae
Zeta2 Muscae (ζ2 Mus, ζ2 Muscae) é uma estrela na constelação de Musca. Com uma magnitude aparente de 5,16, é visível a olho nu em locais com boas condições de visualização. De acordo com medições de paralaxe, está localizada a aproximadamente 346 anos-luz (106 parsecs) da Terra. A essa distância, a magnitude do sistema é reduzida em 0,109 devido à extinção causada por gás e poeira.
Zeta2 Muscae é uma estrela de classe A da sequência principal com um tipo espectral de A5 V e também uma estrela Am. Esse tipo espectral indica que a estrela possui coloração branca e temperatura efetiva entre 7 500 e 10 000 K.
Existem duas estrelas próximas de Zeta2 Muscae no céu, a uma separação angular de 0,52 e 32,75 segundos de arco. A magnitude aparente dessas estrelas é de 8,71 e 10,7 respectivamente. De acordo com Eggleton et al. (2008) apenas a primeira estrela está fisicamente ligada a Zeta2 Muscae, tornando-a uma estrela binária. De acordo com Chen et al. (2012), as duas estrelas fazem parte do sistema, o que o tornaria um sistema estelar triplo. A segunda estrela está presente no segundo lançamento do catálogo Gaia, possuindo uma paralaxe de 1,28 ± 0,03 mas, o que indica que está muito mais longe que Zeta2 Muscae.
Assim como várias outras estrelas na constelação de Musca, Zeta2 Muscae é membro do subgrupo Centaurus-Crux Inferior da Associação Scorpius–Centaurus, a associação OB mais próxima do Sol.